# Tiszakarád
Tiszakarád là một thị trấn thuộc hạt Borsod-Abaúj-Zemplén, Hungary. Thị trấn này có diện tích 47,57 km², dân số năm 2010 là 2350 người, mật độ 49 người/km².